# Pionosyllis enigmatica
Pionosyllis enigmatica är en ringmaskart som först beskrevs av Wesenberg Lund 1950.  Pionosyllis enigmatica ingår i släktet Pionosyllis och familjen Syllidae. Inga underarter finns listade i Catalogue of Life.